# Frigidocardium valdentatum
Frigidocardium valdentatum is een tweekleppigensoort uit de familie van de Cardiidae. De wetenschappelijke naam van de soort is voor het eerst geldig gepubliceerd in 2006 door Poutiers.